# حسين أباد كوشك ذر
حسين‌ أباد كوشك ذر هي قرية في مقاطعة ساوجبلاغ، إيران. عدد سكان هذه القرية هو 174 في سنة 2006.